# Ferrari F40
La Ferrari F40 è un'autovettura sportiva prodotta dalla casa automobilistica italiana Ferrari, erede della Ferrari 288 GTO Evoluzione, prodotta tra il 1987 e il 1992 (per gli ultimi esemplari "F40 GTE"), la cui erede fu la F50. 
Il disegno della carrozzeria è stato realizzato dallo studio Pininfarina da Aldo Brovarone, Leonardo Fioravanti e Pietro Camardella sotto la guida di Nicola Materazzi, a cui venne affidato il progetto, realizzando motore, cambio ed altre parti meccaniche della vettura. Materazzi inoltre aveva in precedenza disegnato la carrozzeria della 288 GTO Evoluzione, dalla quale l'F40 riprende numerosi tratti stilistici.

## Profilo e contesto
Nata per celebrare i primi quarant'anni di attività sportiva della casa automobilistica modenese, la "F40" fu presentata in anteprima alla stampa presso il centro civico di Maranello, il 21 luglio 1987, da Enzo Ferrari, Leonardo Fioravanti e Nicola Materazzi. Nel successivo mese di settembre venne esposta al pubblico durante il salone dell'automobile di Francoforte.
Tra le altre particolarità la vettura ha quella di essere stata la prima auto stradale nella storia Ferrari a essere costruita con svariati materiali compositi quali il kevlar per il telaio, le fibre di vetro per la carrozzeria, resine aeronautiche per i serbatoi e il plexiglas per i finestrini laterali e di essere stata, al momento della sua presentazione l'auto stradale più veloce mai costruita con i suoi 324 km/h dichiarati (spesso sensibilmente superati in vari test), record poi battuto nel 1991 dalla Bugatti EB 110.
È stata l'ultima Ferrari dotata di motore turbocompresso e costruita sotto la supervisione di Enzo Ferrari, fino all'introduzione nel 2014, ben 27 anni dopo, della Ferrari California T.

## Storia
L'idea di festeggiare i 40 anni di vita della Ferrari con un'auto particolare si presenta subito complessa viste le prestazioni e le caratteristiche tecniche della 288 GTO. Pertanto viene realizzata un'auto che richiami una vettura da Formula 1 dell'epoca adattata all'uso stradale. Questa Ferrari inoltre doveva dare la supremazia prestazionale al cavallino nel mercato mondiale. Ci riuscirono ampiamente, sia per i primati velocistici noti, sia per comportamento stradale.
Al momento della presentazione l'unica rivale diretta era la Porsche 959, che era stata anch'essa concepita per le competizioni in pista riservate al Gruppo B e rimase in produzione fino al 1988, mentre negli anni novanta fu messa in commercio la Jaguar XJ220, prodotta tra il 1992 e il 1994. La prima presentazione ufficiale alla stampa avvenne a Maranello il 21 luglio 1987, mentre al livello internazionale la vettura esordì al Salone dell'automobile di Francoforte sempre dello stesso anno.

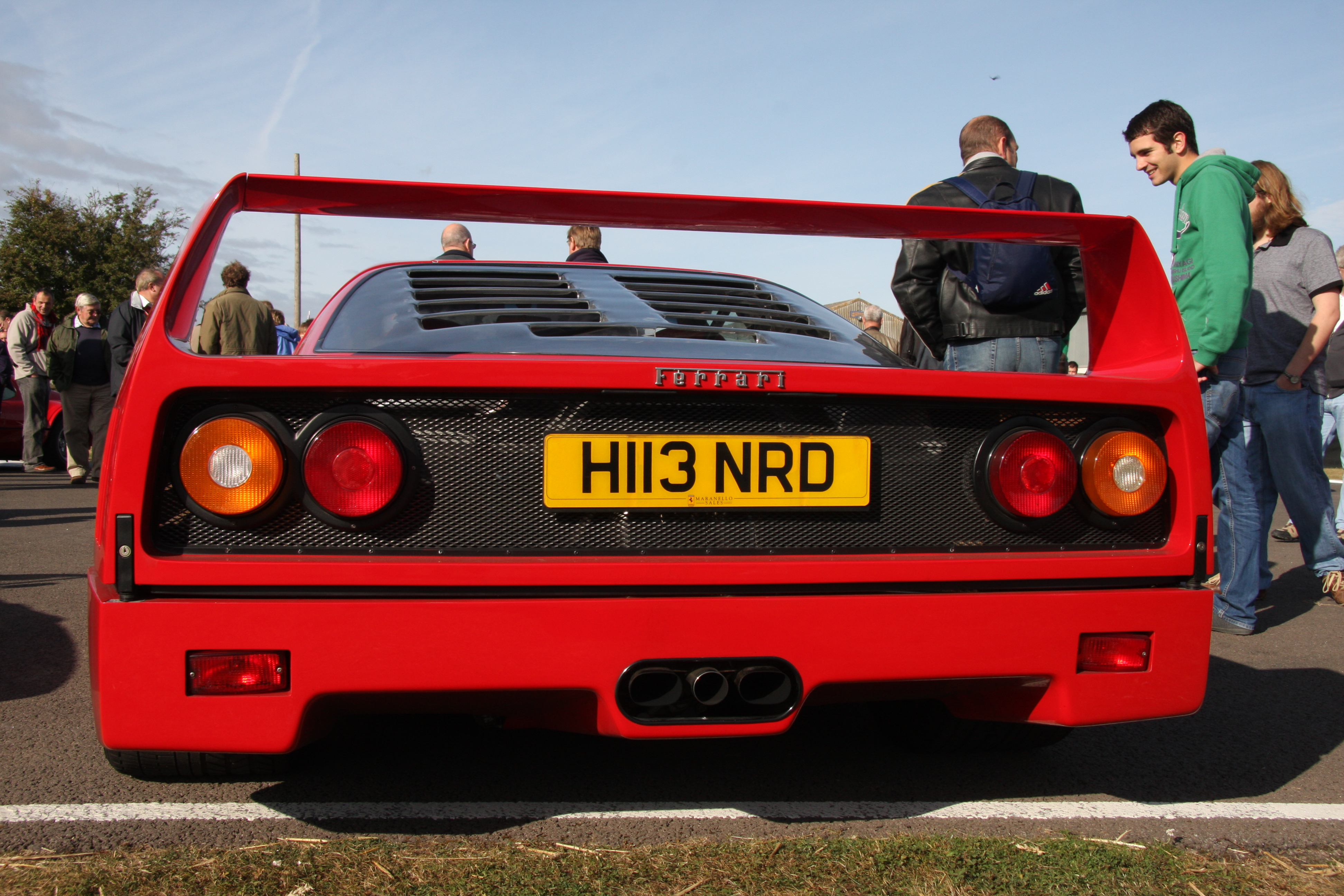
Dettaglio del posteriore di una F40.

Venne utilizzato il kevlar per rinforzare la scocca e la fibra di vetro per la carrozzeria, che ha un coefficiente aerodinamico di 0,34. Il cofano motore (posteriore) si apre a conchiglia come sulle vetture Sport Prototipo e presenta un'estesa superficie trasparente in plexiglas che lascia in mostra il motore. Del design della F40 fu incaricato al Centro Studi e Ricerche Pininfarina di Cambiano TO diretto da Leonardo Fioravanti, da sviluppare sulla meccanica di una 288 GTO Evoluzione con carrozzeria tecnico-sperimentale, mantenendone la cellula abitacolo, a sua volta derivata dalla 288 GTO. Affidato all’ufficio stile guidato da Aldo Brovarone, lo stile fu definito dai bozzetti di Pietro Camardella e grazie ad un'approfondita ottimizzazione aerodinamica, condotta in galleria del vento Pininfarina dall'ing. Mario Vernacchia, anch'egli stilista al CSRP. Mentre il telaio in acciaio e materiali compositi era già quello definitivo, il motore di 2.855 cm³ era arrivato a sprigionare anche 650 CV. La Ferrari intendeva così esplorare la robustezza del propulsore con tali potenze in gioco e la possibilità di evoluzioni per l'impiego agonistico. La F40 infatti rispondeva al cliché tecnico del Gruppo B, mai abolito ufficialmente negli allegati tecnici, ma che all'epoca non era più ammesso in nessuna competizione sanzionata dalla Federazione Internazionale dell'Automobile.
Dopo approfondite prove in pista si omologò per la produzione un V8 con qualche cm³ in più (2.936 cm³, per la precisione) e parecchi cavalli in meno, per soddisfare le esigenze di trattabilità nell'uso quotidiano e soprattutto per rispettare le stringenti norme sulle emissioni. Come per la Ferrari 288 GTO, anche l'F40 fu subito oggetto di speculazioni: all'inizio il prezzo di listino venne fissato intorno a 374 milioni di lire, ma sul mercato non ufficiale le vetture vennero vendute a cifre vicine ai 1,5/2 miliardi di lire.
Il numero di esemplari prodotti, pianificati inizialmente in 400, venne aumentato fino al limite invalicabile di 1.000 esemplari. Proprio nel momento in cui il valore dell'auto era all'apice però, la vettura ottenne l'omologazione negli Stati Uniti, fino ad allora negata a causa delle caratteristiche estreme della macchina. La Ferrari dovette quindi rispettare il contratto con l'importatore statunitense che obbligava la casa di Maranello a destinare il 22% della produzione di ogni modello al mercato americano. La produzione venne quindi estesa fino a portare il numero totale di F40 prodotte a 1311 esemplari.

## Caratteristiche tecniche

### Motore
Il motore è un 8 cilindri a V di 90 gradi, cilindrata pari a 2936,25 cm³, alesaggio 82,0 mm corsa 69,5 mm, sovralimentato con due turbocompressori IHI, distribuzione a doppio albero a camme in testa per bancata, quattro valvole per cilindro con due iniettori per cilindro. La potenza massima erogata è di 478 CV (352 kW) a 7000 giri/min, coppia massima 577 Nm a 4000 giri/min. Il rapporto di compressione è di 7,7:1. Il cambio è manuale a 5 marce, più retromarcia, con frizione bidisco a secco e montato longitudinalmente.

### Corpo vettura

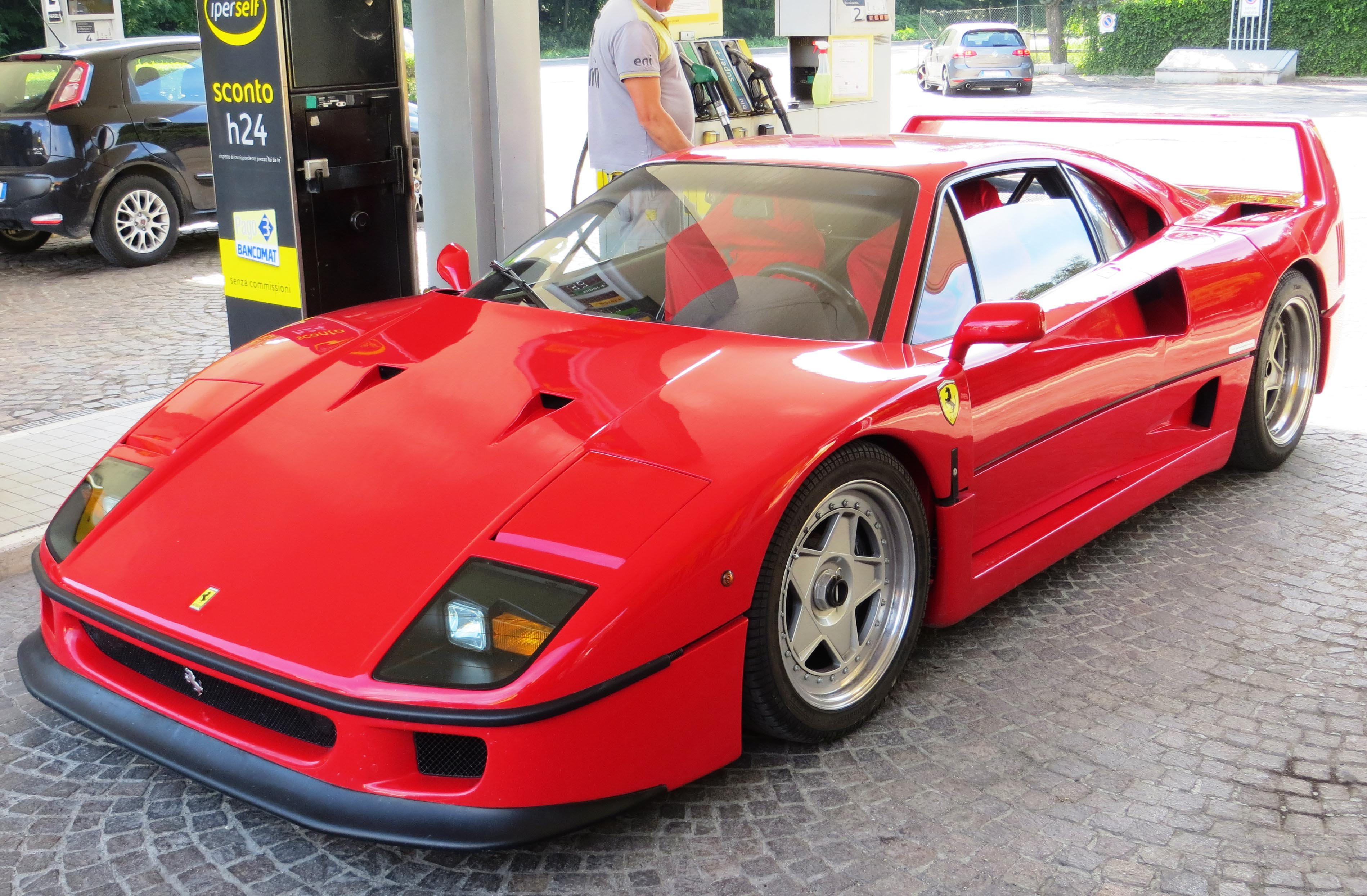
Ferrari F40 versione USA.

Berlinetta 2 posti, telaio a traliccio tubolare in acciaio con vasca abitacolo con pannelli scatolati di rinforzo in materassino di kevlar e fibra di kevlar con resina epossidica. Carrozzeria in fibra di vetro dal peso totale di 46 kg con un fattore Cx pari a 0,34. Le sospensioni anteriori e posteriori sono indipendenti, con bracci trasversali molle elicoidali e barra stabilizzatrice. Esse inoltre, grazie ad ammortizzatori oleopneumatici che possono essere regolati dall'abitacolo, sono regolabili su tre settaggi differenti in altezza da terra e rigidità, a seconda dello stile di guida e delle condizioni di esercizio. Il passo è di 2.450 mm, la carreggiata anteriore di 1.594 mm e quella posteriore di 1.606 mm. Lo sterzo è a cremagliera. Il peso totale è di 1.155 kg. Modeste differenze estetiche si ebbero nel corso della produzione per la versione europea (griglie tra cofano anteriore e portiera e retronebbia ai lati della targa fino al n. telaio 77168 come da manuale officina tav. 111), più evidenti nella versione USA (paracolpi in gomma anteriori e posteriori, terza luce stop posteriore, sedili di diversa conformazione) per ottemperare alle normative statunitensi.

### Interni

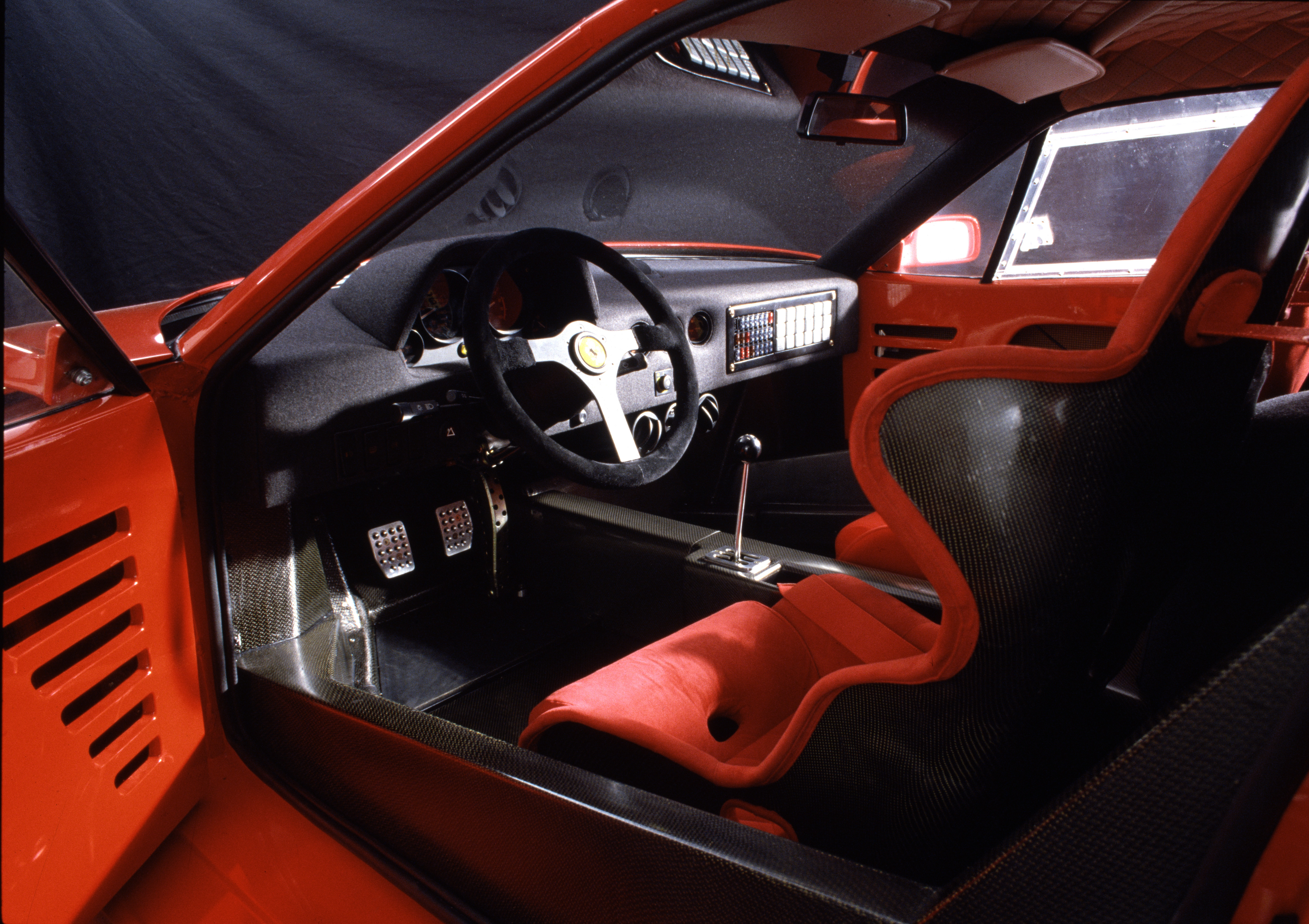
Immagine ufficiale presentazione prototipo.

L'interno della F40 è ridotto all'essenziale, in onore alla sua vocazione più da corsa che stradale. Di fatto l'unico ausilio al comfort è il climatizzatore, mentre sono assenti l'impianto stereo, il portaoggetti, i tappettini, le rifiniture in pelle e i pannelli delle portiere. I primi 50 modelli utilizzavano dei finestrini scorrevoli lateralmente (fino alla vettura n. 77088 come da manuale officina tav. 108/A), mentre i successivi montavano vetri discendenti con comando a manovella e diverso pannello della portiera; non sono mai stati prodotti modelli dotati di vetri a comando elettrico. Le maniglie interne delle portiere sono sostituite da cinghie di gomma. La F40 è sprovvista di sterzo assistito e ABS. Questa dotazione "spartana" la differenziava ulteriormente dalla rivale Porsche 959, che sfoggiava invece un ampio utilizzo di tecnologia elettronica.

### Prestazioni
Il rapporto peso-potenza è di 2,58 kg/CV con una potenza specifica di 163 CV/litro.
Come da prova su strada della rivista Quattroruote.
- Velocità massima: 326,193 km/h.
- Accelerazione da 0 a 60 km/h: 2,55 secondi.
- Accelerazione da 0 a 80 km/h: 3,27 secondi.
- Accelerazione da 0 a 100 km/h: 4,10 secondi.
- Accelerazione da 0 a 120 km/h: 5,51 secondi
- Accelerazione da 0 a 160 km/h: 8,03 secondi
- Accelerazione da 0 a 200 km/h: 11,30 secondi.
- Accelerazione da 0 a 220 km/h: 13,84 secondi.
- Accelerazione da 0 a 240 km/h: 16,39 secondi.
- Accelerazione da 0 a 260 km/h: 20,23 secondi.
- Ripresa in V da 70 a 80 km/h: 2,93 secondi.
- Ripresa in V da 70 a 100 km/h: 8,16 secondi.
- Ripresa in V da 70 a 120 km/h: 12,64 secondi.
- Ripresa in V da 70 a 140 km/h: 16,08 secondi.
- Ripresa in V da 70 a 160 km/h: 18,45 secondi.
- Ripresa in V da 70 a 180 km/h: 21,92 secondi.
- Ripresa in V da 70 a 200 km/h: 23,41 secondi.
- Ripresa in V da 70 a 220 km/h: 26,27 secondi.
- 400 metri da fermo: 11,920 secondi.
- Chilometro da fermo: 20,980 secondi.

## F40 LM

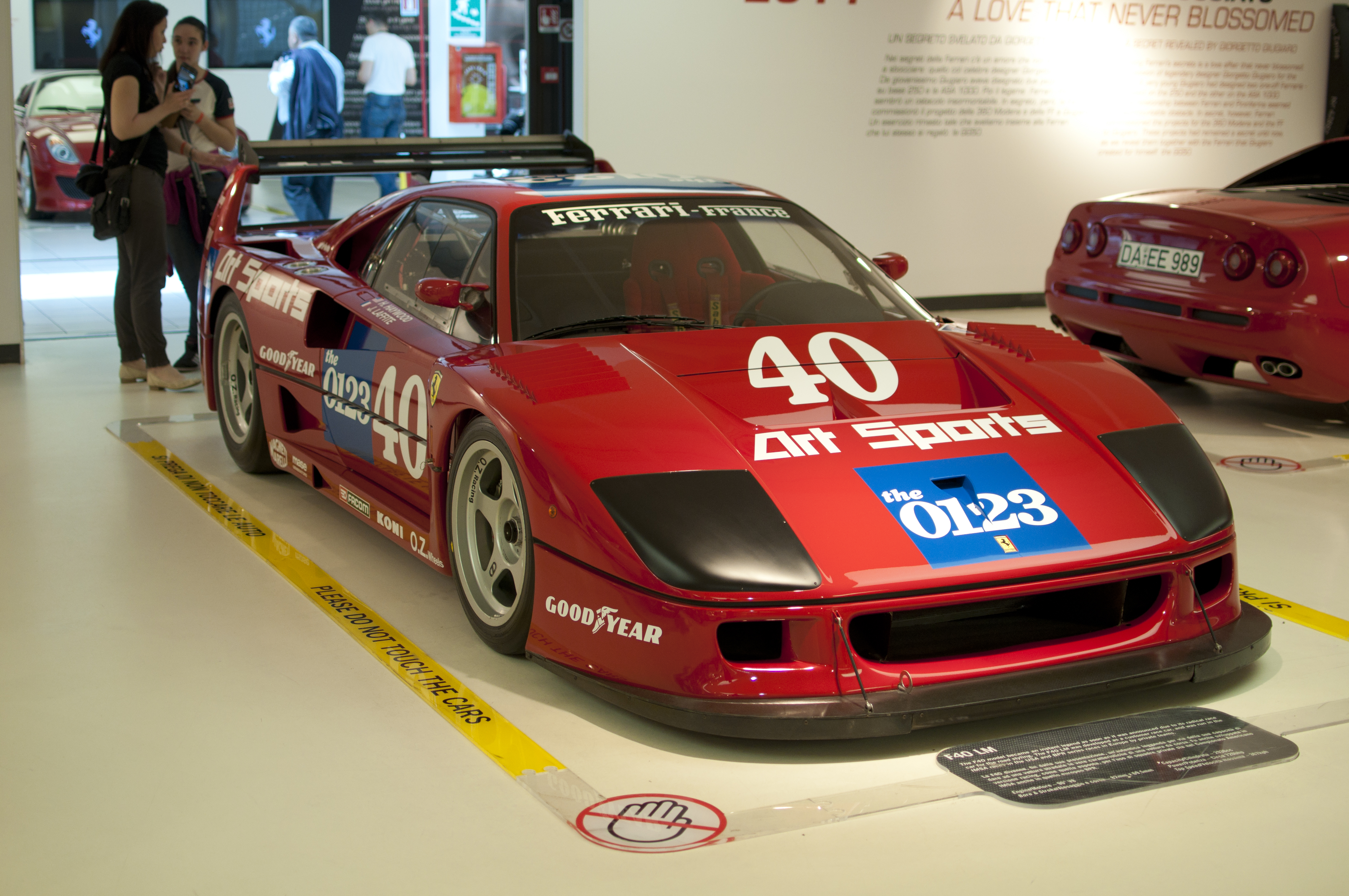
Una Ferrari F40 LM al Museo Ferrari di Maranello.

In seguito alle numerose richieste del Presidente di Ferrari France Daniel Marin a Enzo Ferrari di preparare una versione della F40 per la 24 Ore di Le Mans, a inizio 1989 vennero costruiti in collaborazione con Michelotto Automobili due esemplari da gara noti con il nome di F40 LM.
La vettura durante i primi test venne supervisionata dal collaudatore Dario Benuzzi e, prima di gareggiare a Le Mans, esordì nel Campionato IMSA in classe GTO sul Circuito di Laguna Seca con alla guida Jean Alesi. Partita in seconda posizione la vettura terminò la gara al terzo posto. La stagione seguente, nel 1990, Ferrari France schierò nuovamente una o due F40 LM in alcune prove del Campionato, conquistando in totale 4 podi, ma mancando l'auspicata vittoria.

## F40 Competizione

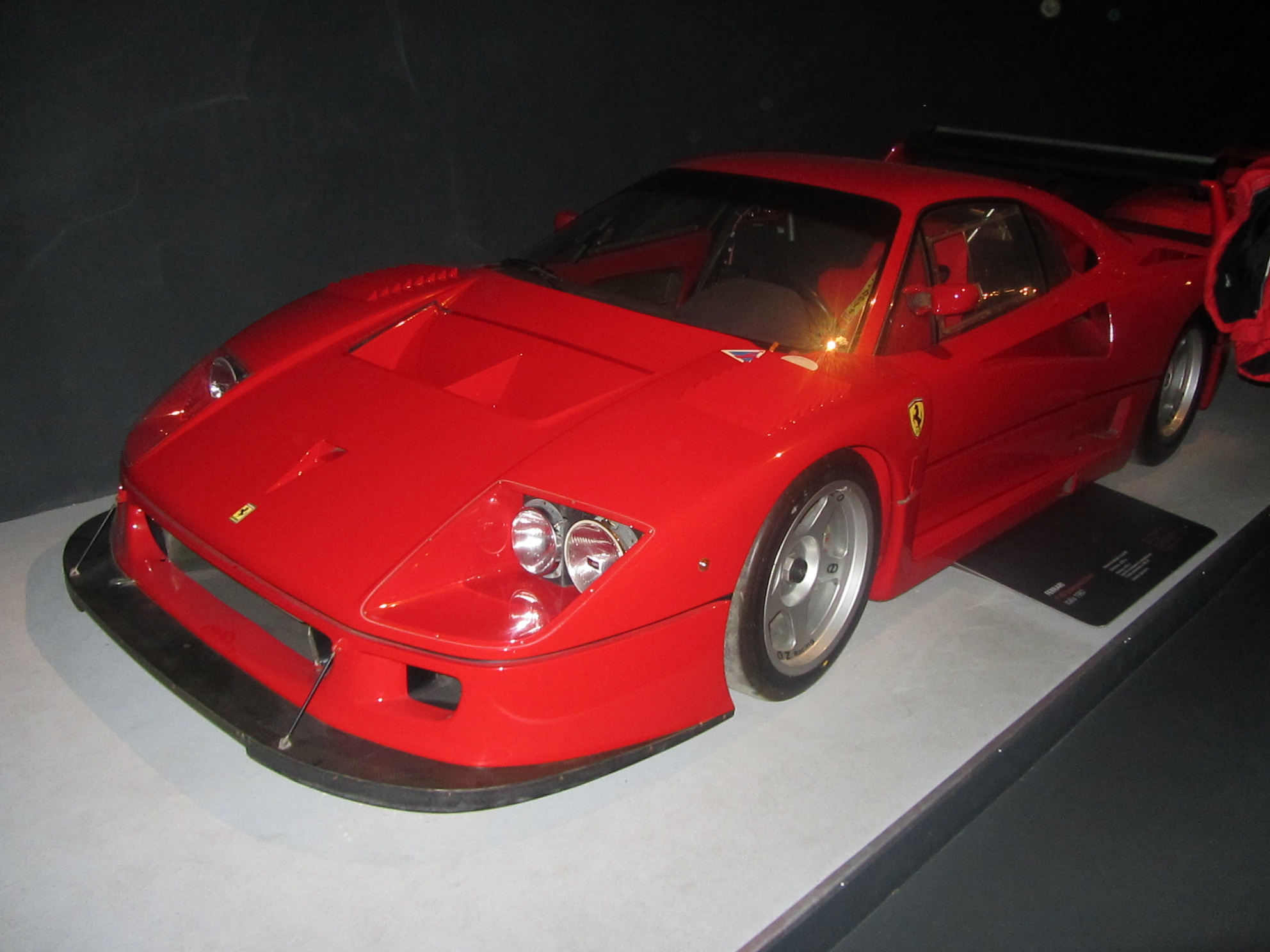
La Ferrari F40 Competizione.

Altre otto vetture sulla base della F40 LM furono costruite con la sigla F40 Competizione dal 1989 al 1994, per permettere ad altre squadre private di correre anche in altri Campionati GT al di fuori del contesto di Le Mans.

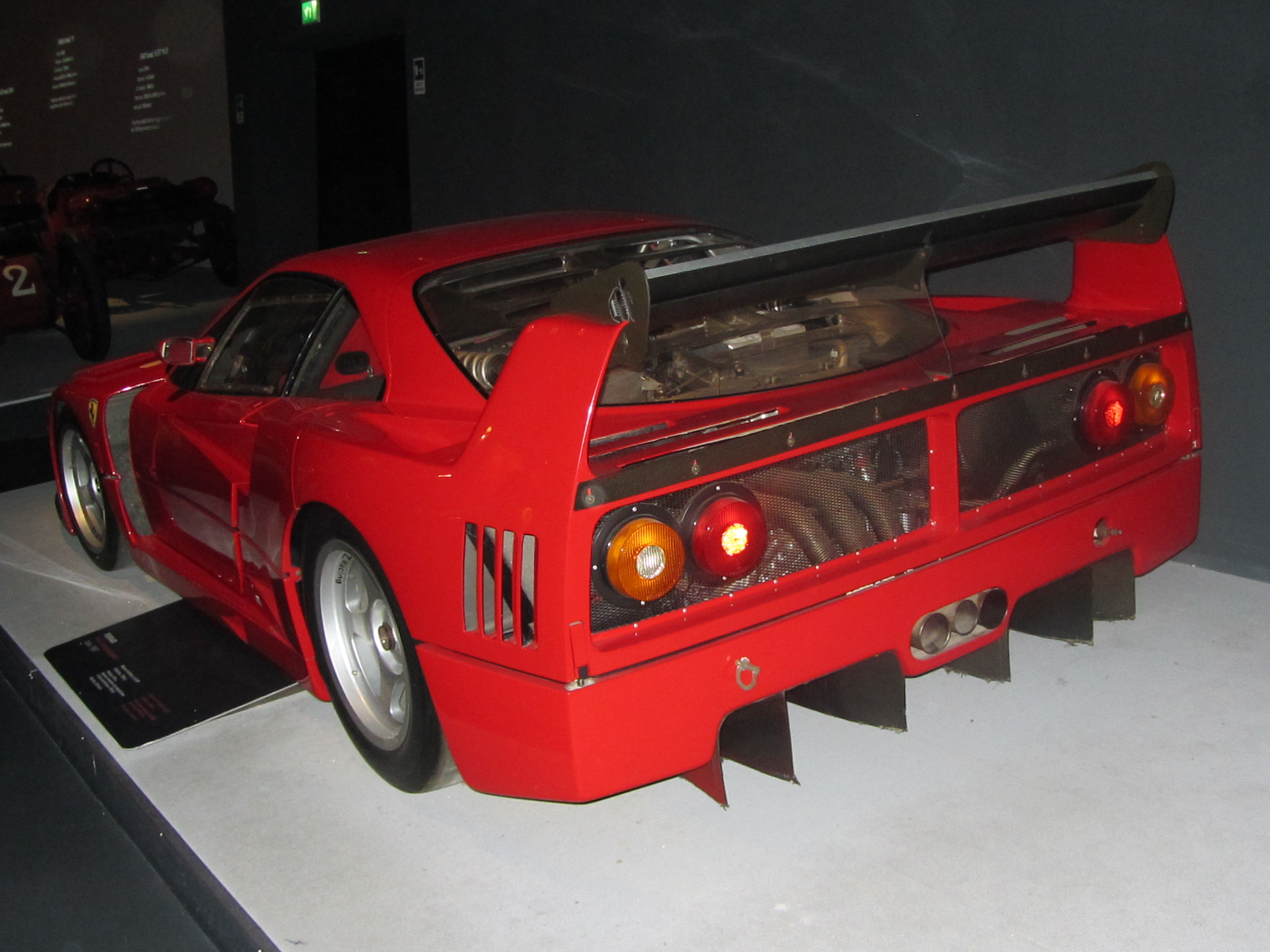
Posteriore di una F40 Competizione.

Rispetto al modello stradale le F40 LM e F40 Competizione presentano turbocompressori e intercooler maggiorati, una nuova centralina elettronica di gestione del motore (siglato F120B), il rapporto di compressione salito a 8,0:1 e la pressione di sovralimentazione portata a 2,6 bar. Tali modifiche portarono la potenza massima a circa 720 CV in gara, mentre in prova furono superati i 900 CV: questo per quanto riguarda le vetture che gareggiarono nell'IMSA in GTO dal 1989 al 1990. Quelle schierate nel BPR Global GT Series (le F40 GTE) erano invece limitate per regolamento nella potenza massima a 660 CV. Il peso, in base alle differenti serie, si aggirava normalmente sui 1.050 kg, anche se alcuni esemplari scendevano sotto la soglia della tonnellata. La velocità massima era prossima ai 370 km/h e l'accelerazione da 0 a 100 km/h necessitava di circa 3 secondi.
Una replica su base F40 LM (con motore originale di una vera F40 ma carrozzeria in fibra di carbonio) fu fatta costruire dal miliardario e pilota belga Jean Blaton, il quale possedeva già una F40 LM (telaio n. 88520). Ha disposto successivamente la conversione di questa F40 LM replica in vettura da competizione barchetta, la riprogettazione è stata affidata a Tony Gillet, creatore della Gillet Vertigo dando vita alla tanto discussa Ferrari F40 LM Barchetta Beurlys di colore giallo. Egli introdusse nuove sospensioni push-rod con un nuovo sistema di raffreddamento. Altre modifiche si riscontrano negli scarichi, modificati e direzionati di lato in corrispondenza delle ruote posteriori, nel nuovo roll-bar installato all'interno (inserito per motivi di rigidità e sicurezza) e nel parabrezza provvisorio, più piccolo rispetto all'originale. Questa vettura ha subito alcune modifiche nel corso degli anni, ma non è mai stata ufficialmente riconosciuta dalla Ferrari in quanto una replica non approvata dal Cavallino..

## F40 GTE

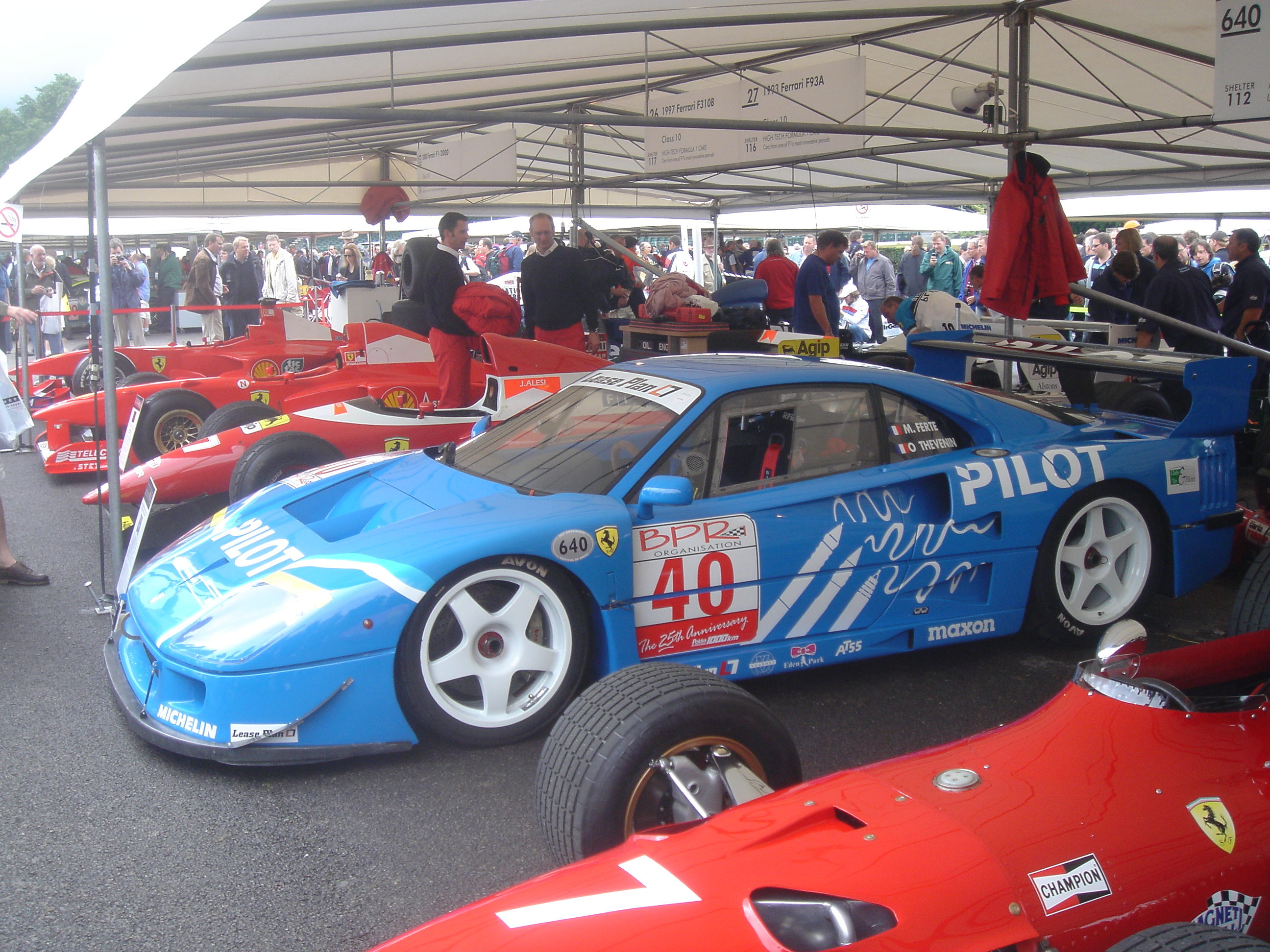
Ferrari F40 GTE.

La Ferrari F40 venne preparata da Michelotto Automobili anche in ulteriori sei esemplari (in totale sono sette) noti con il nome di F40 GTE, l'ultima evoluzione da pista realizzata appositamente per gareggiare nel Campionato BPR Global GT Series. Sfruttando le conoscenze acquisite con la versione LM, venne prodotta tra il 1994 e il 1996. Aveva un motore con una cilindrata maggiorata a 3,5 litri dotato per regolamento di flange sui condotti di aspirazione erogava una potenza massima di 660 CV, montava un cambio sequenziale a 6 rapporti e dischi freno in carboceramica (impiegati nella stagione 1996). Inizialmente colse numerosi successi in campionato anche contro le più moderne McLaren F1 GTR soprattutto nelle gare sprint; mentre nelle gare endurance manifestava problemi di affidabilità che ne limitavano i risultati, nella stagione 1996 era ormai poco competitiva nei confronti di vetture frutto di progetti più recenti e schierate da squadre ufficiali come la Porsche 911 GT1.

## F40 "Speciali"
Della F40 vennero realizzati 8 prototipi, con i seguenti numeri di telaio: 73015, 74045, 74047, 74049, 74327, 75034, 75052 e 76354; ognuno dei quali fu realizzato per testare specifici particolari della futura F40. Tutti i prototipi erano dotati di cinque feritoie su ogni lato posteriore della vettura (sotto l'alettone posteriore), in luogo delle quattro feritoie delle vetture di produzione. I prototipi si differenziavano anche per differenti soluzioni degli specchietti retrovisori (alcuni ne erano addirittura privi) e per il design della parte in plexiglas trasparente coprimotore con ben 20 sfoghi di minore dimensione in luogo degli 11 dei modelli di serie.
La F40 telaio 73015 è di fatto la prima vera F40 venne presentata a Maranello il 21 luglio 1987, in occasione di una conferenza stampa, in cui Enzo Ferrari elogiando le doti della F40, fece un riferimento all'epoca in cui le vetture da strada potevano anche gareggiare su pista.
La F40 telaio 74045 dopo aver svolto il suo ruolo di prototipo venne trasformata in F40 LM e successivamente in una F40 GTE, fu iscritta a Le Mans nel 1995 e nel 1996.
La F40 telaio 74047 dopo essere stata presentata al Salone dell'Automobile di Francoforte nel 1987, venne inviata a Michelotto dove venne trasformata in una F40 GT. Si affermò nel Campionato Italiano GT dal 1992 al 1994.
La F40 telaio 74049 è dotata di pannelli in fibra più sottili delle vetture di serie, privi di rinforzi laterali, oltre ad avere le caratteristiche 5 feritoie esclusive dei prototipi e ha gli specchietti retrovisori con braccio allungato. In particolare inoltre questa "speciale" è dotata del motore siglato F120AB (da notare che le F40 di serie hanno il motore F120A e le F40 LM richiedendo una maggiore erogazione di potenza hanno il motore F120B).
La F40 telaio 75052 è stata regolarmente venduta, ha anch'essa le solite cinque feritoie posteriori, vetri scorrevoli in plexiglas, fari anteriori gialli, specchietti retrovisori al deflettore del finestrino e non sulla portiera, ha inoltre il rivestimento interno del tetto in pelle trapuntata mai utilizzata sulle versioni di serie.
La F40 telaio 76354 venne esposta al salone di Ginevra del 1988.
Anche nell'arco della produzione vennero realizzate alcune vetture che si differenziano dalle vetture standard, per soluzioni estetiche e funzionali.
Nel 1989, con telaio numero 79883 viene realizzata la Ferrari F40 Valeo, esemplare unico commissionato e realizzato per l'avvocato Gianni Agnelli. È l'unica F40 dotata di Frizione Elettronica Valeo, che consente l'attivazione della frizione in meno di 100 millisecondi con un dispositivo azionato dal movimento della leva del cambio. Questa vettura è l'unica F40 priva del pedale della frizione. Questo sistema di controllo elettronico della frizione fu inizialmente sviluppato sulle vetture da Rally Lancia Delta Integrale, e fu installato anche su alcuni esemplari di Ferrari Mondial coupé e cabrio, è dotato di numerosi sistemi di sicurezza che impediscono l'avviamento con marcia innestata e la scelta di marce troppo alte o troppo basse da parte del guidatore. Il pomello del cambio è in alluminio personalizzato con le iniziali GA in luogo dei classici numeri. Questa F40 ha anche la particolarità di essere una di soli 2 esemplari realizzati con interni in tessuto neri, anziché rossi.

## Dati tecnici
| Caratteristiche tecniche - Ferrari F40 del 1987                                                               | Caratteristiche tecniche - Ferrari F40 del 1987 | Caratteristiche tecniche - Ferrari F40 del 1987 | Caratteristiche tecniche - Ferrari F40 del 1987 | Caratteristiche tecniche - Ferrari F40 del 1987 | Caratteristiche tecniche - Ferrari F40 del 1987 |
| --- | --- | --- | --- | --- | --- |
| | | | | | |
| Configurazione                                                                                                | | | | | |
| Carrozzeria: Berlinetta a 2 porte in materiali compositi                                                      | Carrozzeria: Berlinetta a 2 porte in materiali compositi | Posizione motore: posteriore-centrale | Posizione motore: posteriore-centrale | Trazione: posteriore | Trazione: posteriore |
| Dimensioni e pesi                                                                                             | | | | | |
| Ingombri (lungh.×largh.×alt. in mm): 4358 × 1970 × 1124                                                       | Ingombri (lungh.×largh.×alt. in mm): 4358 × 1970 × 1124 | Ingombri (lungh.×largh.×alt. in mm): 4358 × 1970 × 1124 | Ingombri (lungh.×largh.×alt. in mm): 4358 × 1970 × 1124 | Diametro minimo sterzata: | Diametro minimo sterzata: |
| Interasse: 2450 mm                                                                                            | Interasse: 2450 mm | Carreggiate: anteriore 1594 - posteriore 1606 mm | Carreggiate: anteriore 1594 - posteriore 1606 mm | Altezza minima da terra: | Altezza minima da terra: |
| Posti totali: 2                                                                                               | Posti totali: 2 | Bagagliaio: | Bagagliaio: | Serbatoio: sdoppiato in gomma con spugna antisbattimento da 120 litri | Serbatoio: sdoppiato in gomma con spugna antisbattimento da 120 litri |
| Masse | a vuoto: 1.100 kg | a vuoto: 1.100 kg | a vuoto: 1.100 kg | a vuoto: 1.100 kg | a vuoto: 1.100 kg |
| Meccanica | | | | | |
| Tipo motore: 8 cilindri a V da 90° con lubrificazione a carter secco e 2 turbocompressori IHI con intercooler | Tipo motore: 8 cilindri a V da 90° con lubrificazione a carter secco e 2 turbocompressori IHI con intercooler | Tipo motore: 8 cilindri a V da 90° con lubrificazione a carter secco e 2 turbocompressori IHI con intercooler | Cilindrata: Alesaggio 82 mm - Corsa 69,5 mm; totale: 2.936 cm³ | Cilindrata: Alesaggio 82 mm - Corsa 69,5 mm; totale: 2.936 cm³ | Cilindrata: Alesaggio 82 mm - Corsa 69,5 mm; totale: 2.936 cm³ |
| Distribuzione: a doppio albero a camme per ogni bancata e 4 valvole in testa per cilindro                     | Distribuzione: a doppio albero a camme per ogni bancata e 4 valvole in testa per cilindro | Distribuzione: a doppio albero a camme per ogni bancata e 4 valvole in testa per cilindro | Alimentazione: iniezione elettronica Weber-Marelli con doppio iniettore per cilindro | Alimentazione: iniezione elettronica Weber-Marelli con doppio iniettore per cilindro | Alimentazione: iniezione elettronica Weber-Marelli con doppio iniettore per cilindro |
| Prestazioni motore                                                                                            | Potenza: 478 CV DIN a 7.000 giri/min / Coppia: 58,8 kgm DIN a 4.000 giri/min | Potenza: 478 CV DIN a 7.000 giri/min / Coppia: 58,8 kgm DIN a 4.000 giri/min | Potenza: 478 CV DIN a 7.000 giri/min / Coppia: 58,8 kgm DIN a 4.000 giri/min | Potenza: 478 CV DIN a 7.000 giri/min / Coppia: 58,8 kgm DIN a 4.000 giri/min | Potenza: 478 CV DIN a 7.000 giri/min / Coppia: 58,8 kgm DIN a 4.000 giri/min |
| Frizione: bidisco a secco                                                                                     | Frizione: bidisco a secco | Frizione: bidisco a secco | Cambio: a 5 marce + RM con differenziale autobloccante | Cambio: a 5 marce + RM con differenziale autobloccante | Cambio: a 5 marce + RM con differenziale autobloccante |
| Telaio | | | | | |
| Corpo vettura                                                                                                 | a traliccio in tubi d'acciaio integrato da elementi in materiali compositi | a traliccio in tubi d'acciaio integrato da elementi in materiali compositi | a traliccio in tubi d'acciaio integrato da elementi in materiali compositi | a traliccio in tubi d'acciaio integrato da elementi in materiali compositi | a traliccio in tubi d'acciaio integrato da elementi in materiali compositi |
| Sterzo | a cremagliera | a cremagliera | a cremagliera | a cremagliera | a cremagliera |
| Sospensioni                                                                                                   | anteriori: a ruote indipendenti con bracci trasversali, barra antirollio e ammortizzatori idraulici Koni / posteriori: a ruote indipendenti con bracci trasversali, barra antirollio e ammortizzatori idraulici Koni | anteriori: a ruote indipendenti con bracci trasversali, barra antirollio e ammortizzatori idraulici Koni / posteriori: a ruote indipendenti con bracci trasversali, barra antirollio e ammortizzatori idraulici Koni | anteriori: a ruote indipendenti con bracci trasversali, barra antirollio e ammortizzatori idraulici Koni / posteriori: a ruote indipendenti con bracci trasversali, barra antirollio e ammortizzatori idraulici Koni | anteriori: a ruote indipendenti con bracci trasversali, barra antirollio e ammortizzatori idraulici Koni / posteriori: a ruote indipendenti con bracci trasversali, barra antirollio e ammortizzatori idraulici Koni | anteriori: a ruote indipendenti con bracci trasversali, barra antirollio e ammortizzatori idraulici Koni / posteriori: a ruote indipendenti con bracci trasversali, barra antirollio e ammortizzatori idraulici Koni |
| Freni | anteriori: a disco ∅ 300 mm autoventilanti con pinze a 4 pistoncini / posteriori: a disco ∅ 300 mm autoventilanti con pinze a 4 pistoncini                                                                           | anteriori: a disco ∅ 300 mm autoventilanti con pinze a 4 pistoncini / posteriori: a disco ∅ 300 mm autoventilanti con pinze a 4 pistoncini                                                                           | anteriori: a disco ∅ 300 mm autoventilanti con pinze a 4 pistoncini / posteriori: a disco ∅ 300 mm autoventilanti con pinze a 4 pistoncini                                                                           | anteriori: a disco ∅ 300 mm autoventilanti con pinze a 4 pistoncini / posteriori: a disco ∅ 300 mm autoventilanti con pinze a 4 pistoncini                                                                           | anteriori: a disco ∅ 300 mm autoventilanti con pinze a 4 pistoncini / posteriori: a disco ∅ 300 mm autoventilanti con pinze a 4 pistoncini                                                                           |
| Pneumatici | anteriori: 245/40 ZR17, posteriori: 335/35 ZR17 / Cerchi: in lega componibili ant. 8x17", post. 13x17" | anteriori: 245/40 ZR17, posteriori: 335/35 ZR17 / Cerchi: in lega componibili ant. 8x17", post. 13x17" | anteriori: 245/40 ZR17, posteriori: 335/35 ZR17 / Cerchi: in lega componibili ant. 8x17", post. 13x17" | anteriori: 245/40 ZR17, posteriori: 335/35 ZR17 / Cerchi: in lega componibili ant. 8x17", post. 13x17" | anteriori: 245/40 ZR17, posteriori: 335/35 ZR17 / Cerchi: in lega componibili ant. 8x17", post. 13x17" |
| Prestazioni dichiarate                                                                                        | | | | | |
| Velocità: dichiarata 324 - rilevata 326,193 km/h                                                              | Velocità: dichiarata 324 - rilevata 326,193 km/h | Velocità: dichiarata 324 - rilevata 326,193 km/h | Accelerazione: 0-100 km/h: 4,56 secondi | Accelerazione: 0-100 km/h: 4,56 secondi | Accelerazione: 0-100 km/h: 4,56 secondi |
| Consumi | 9,7 km/litro a 120 km/h | 9,7 km/litro a 120 km/h | 9,7 km/litro a 120 km/h | 9,7 km/litro a 120 km/h | 9,7 km/litro a 120 km/h |
| Altro | | | | | |
| Rapporto di compressione                                                                                      | 7,8:1 | 7,8:1 | 7,8:1 | 7,8:1 | 7,8:1 |
| Raffrescamento                                                                                                | con climatizzatore manuale | con climatizzatore manuale | con climatizzatore manuale | con climatizzatore manuale | con climatizzatore manuale |
| Fonte dei dati: Ruoteclassiche, n. 271, luglio 2011                                                           | | | | | |